# Atażukino
Atażukino (ros. Атажукино) – wieś w Rosji, w Kabardo-Bałkarii, w rejonie baksańskim. W 2010 liczyła 5516 mieszkańców.